# Hipoglicemiante

Ciclo da regulação da glicose no sangue.

Hipoglicemiantes ou antidiabéticos são medicamentos usados para diminuir a quantidade de glicose (açúcar) no sangue (glicemia). Geralmente são usados para se referir a fármacos de uso oral no tratamento da diabetes mellitus tipo 2, mas existem quatro injetáveis.

## Hipoglicemiantes injetáveis

### Insulinas
A insulina é geralmente administrada por via subcutânea, por auto-injeções ou por uma bomba de insulina. Também pode ser administrado por via intravenosa durante crises hiperglicêmicas. Muito usadas no diabetes tipo 1 e tipo 3 (gestacional). São divididas pelo tempo de ação:
- Insulinas de ação rápida (lispro, aspart, glulisine, regular)
- Insulinas de ação intermediária (Insulina NPH e Lente)
- Insulina de ação prolongada (Ultralente, Lantus, Levemir)

### Miméticos da incretina
As incretinas, como o GLP-1, são hormônios produzidos pelo intestino que aumentam a quantidade de insulina liberada pelo pâncreas em resposta aos alimentos. Seus agonistas são relativamente novos (comercializados a partir de 2006-2009) e podem ser usados por via subcutânea na diabetes tipo 2. Podem causar problemas gastrointestinais e perda de apetite.
- Exenatido (Byetta e Bydureon)
- Liraglutido (Victoza)
- Lixisenatido (Lixumia)
- Dulaglutida  (Trulicity)

## Hipoglicemiantes orais
Atualmente, seis classes de medicamentos hipoglicemiantes orais disponíveis:
- Sulfonilureias (por exemplo, glimepirida),
- Biguanidas (por exemplo, metformina),
- Meglitinidas (por exemplo, repaglinida),
- Tiazolidinedionas (por exemplo, pioglitazona),
- Inibidores da dipeptidil peptidase IV (por exemplo, a sitagliptina),
- Inibidores da alfa glucosidase (por exemplo, acarbose).

### Sulfonilureias
As sulfonilureias (SU) são os primeiros hipoglicemiantes orais e os mais amplamente utilizadas para o tratamento de diabetes tipo 2. São secretagogos porque atuam estimulando a secreção de insulina pelas células beta pancreáticas. Reduzem a glicemia em cerca de 20%. Também podem aumentar a sensibilidade à insulina dos tecidos, aumentar o consumo de glicose e suprimir a produção de glicose pelo fígado, mas esses efeitos são pouco visíveis na clínica.
A primeira geração (tolbutamida, acetohexamida, tolazamida e clorpropamida) deixou de ser usada por perder sua eficácia rápido e causar mais efeitos colaterais, como ganho de peso e hipoglicemia. Atualmente se usam sulfonilureias de segunda geração em diabetes leves e recentes. Seus nomes começam com "Gli-" e terminam com "-ida":
- Glibenclamida (Daonil)
- Glipizida (Minidiab)
- Gliclazida (Diamicron)
- Glimepirida (Amaryl)

### Biguanidas
Atuam prevenindo a produção de produção de glicose pelo fígado, melhorando a sensibilidade à insulina dos receptores e reduzindo a quantidade de açúcar absorvida pelo intestino. A metformina é o medicamento de primeira linha para iniciar o tratamento da diabetes tipo 2, a menos que haja uma contra-indicação, como doença renal, doença hepática, intolerância gastrointestinal ou risco aumentado de acidose láctica. Não causa aumento de peso nem hipoglicemia, mas causa problemas gastrointestinais e acidose láctica.
- Metformina
- Fenformina
- Buformina

### Meglitinidas/Glinidas
As Meglitinidas tem eficácia clínica semelhante ao das sulfonilureias e também atuam sobre as células beta do pâncreas promovendo a secreção de insulina (ou seja, são secretagogos). Se diferenciam por ter ação mais rápida e estrutura química muito diferente. Deve ser tomado antes de cada importante refeição para evitar hiperglicemia. Causam menos hipoglicemia e ganho de peso.
- Repaglinida
- Nateglinida

### Tiazolidinedionas/glitazonas
As tiazolidinedionas (TZD), também conhecidas como "glitazonas", influenciam os genes a aumentar a produção de enzimas sensíveis a insulina para melhorar a utilização da glicose pelas células. Assim, aumentam a entrada de glicose aos músculos, reduzem a produção de glicose no fígado, reduzem a concentração plasmática de insulina e reduzem o colesterol ruim (VLDL). Esses mecanismos ajudam a melhorar a sensibilidade de todo o corpo à insulina. Porém, causam aumento de peso e edemas periféricos. Podem ser combinados a metformina.
- Rosiglitazona, retirado do mercado europeu em 2010 por aumentar o risco de problemas cardíacos.
- Pioglitazona, seguro para pacientes com problemas cardíacos, mas pode causar problemas hepáticos.[10]

### Inibidores da dipeptidil peptidase IV
Os inibidores da dipeptidil peptidase 4 (IDPP4) são relativamente novos, aprovados para comércio entre 2006 e 2011. Inibem a degradação das incretinas como o peptídeo semelhante a glucagon 1 (GLP-1), prolongando sua atividade. As incretinas atuam no pâncreas aumentando a produção de insulina e reduzindo a de glucagon. Podem ser combinados com outros hipoglicemiantes. Não alteram o peso e são bem tolerados. Seus principais efeitos colaterais são os aumentos dos riscos de infecção do trato respiratório superior, infecção do trato urinário, dor de cabeça e dores articulares.
Todos IDPP4 terminam com "gliptina":
- Vildagliptina (Galvus)
- Sitagliptina (Januvia)
- Saxagliptina (Ongliza)
- Linagliptina (Trajenta)

### Inibidores da alfa-glicosidase
Os "inibidores da alfa-glicosidase" (IAG) inibem as enzimas gastrointestinais que convertem o amido e outros carboidratos complexos consumidos em açúcares simples (glicose, frutose e lactose), mais fáceis de serem absorvidos. Assim, retardam a absorção de glicose após as refeições evitando crises de hiperglicemia. São seguros para pacientes com problemas cardíacos e podem ser combinados com metformina. Seus efeitos colaterais mais comuns são diarreia, flatulência e dor de barriga.
- Miglitol (Gliset/Diastabol)
- Acarbose (Precose/Glucobay)
- Voglibose (Volix)